# Bobb’e J. Thompson
Bobb’e J. Thompson (auch bekannt unter Abwandlungen seines Namens; * 28. Februar 1996 in Kansas City, Missouri) ist ein US-amerikanischer Schauspieler, der sich neben seiner Schauspieltätigkeit auch als Rapper versucht. Sporadisch kommt er auch als Synchronsprecher zum Einsatz.

## Leben
Seine ersten wesentlichen Auftritte hatte der im Jahre 1996 in Kansas City im US-Bundesstaat Missouri geborene Bobb’e J. Thompson im Alter von fünf Jahren an der Seite von Lil’ Bow Wow, der selbst als nur Sechsjähriger von Snoop Dogg entdeckt und gefördert wurde. Dabei kam er bei Lil’ Bow Wows Debütsingle Bow Wow (That’s My Name) an der Seite des Künstlers und seines Förderers zu seinem Debüt als Rapper. Des Weiteren war er Teil der JammXKids, einer ehemaligen Kinder-Hip-Hop-Tanzgruppe, die durch den Musikproduzenten Merv Adelson ins Leben gerufen wurde. Ihr gehörten auch andere bekannte Künstler, wie unter anderem die Schauspielerin, Tänzerin und Sängerin Alyson Stoner an. In noch jungen versuchte sich Thompson schließlich auch in der Schauspielerei, wobei er sich vor allem im Comedy-Bereich bewährte. Seine ersten namhaften Auftritte, die er im Film- und Fernsehbereich verzeichnen konnte, waren in den Jahren 2002 und 2003, als er in jeweils einer Episode der Serien What’s Up, Dad? und Doggy Fizzle Televizzle mitwirkte. Im Jahre 2003 schlüpfte er auch noch in eine wiederkehrende Rolle in The Tracy Morgan Show, wo er schließlich bis 2004 in insgesamt 18 verschiedenen Episoden als Jimmy Mitchell zu sehen war. Für diese Rolle wurde er 2004 auch für einen Young Artist Award in der Kategorie „Best Performance in a TV Series (Comedy or Drama) – Young Actor Age Ten or Younger“ nominiert, konnte sich in dieser Kategorie allerdings nicht gegen Angus T. Jones durchsetzen. Weitere Einsätze im Jahre 2004 hatte er auch noch in den Filmen My Baby’s Daddy – Groove-Alarm am Wickeltisch, Final Call – Wenn er auflegt, muss sie sterben, Rentier Buddy rettet Weihnachten und Große Haie – Kleine Fische. Dabei hatte er in My Baby’s Daddy und Rentier Buddy rettet Weihnachten gleich zwei nicht unwesentliche Nebenrollen inne, trat in Final Call als Rapper auf und gab im Animationsfilm Große Haie – Kleine Fische sein Debüt als Synchronsprecher. Während er in diesem Jahr unter anderem auch noch in einer Folge von Whoopi eingesetzt wurde, kam er in einer wiederkehrenden Rolle auch in den Cast der Jugendserie Raven blickt durch, in der man ihn bis 2006 in zehn Episoden in der Rolle des Stanley sah. Nach einem verhältnismäßig ruhig verlaufenden Jahr 2005, in dem er nur in einer Episode von Joey zu sehen war, nahmen seine Einsätze, vor allem im Filmgeschäft, ab dem Jahr 2006 erneut stark zu. So wurde er in diesem Jahr unter anderem in den Filmen Full Clip – Tödliche Bronx, Idlewild oder Behind the Camera: The Unauthorized Story of 'Diff'rent Strokes' eingesetzt. 2007 folgten Auftritte in Die Gebrüder Weihnachtsmann sowie im Crossover-Film That’s So Suite Life of Hannah Montana, währenddessen er in diesem Jahr auch in zwei Episoden von Just Jordan zu sehen war und von 2007 bis 2008 auch in fünf Folgen von Human Giant mitwirkte.
2008 hatte Bobb’e J. Thompson schließlich Serienauftritte in Einfach Cory (1 Episode) und 30 Rock (2008–2009; 3 Episoden), wobei er in letztgenannter Serie ein weiteres Mal den Sohn von Tracy Morgan mimte. Weitere Einsätze hatte er in diesem Jahr auch in den Filmen Of Boys and Men, Columbus Day – Ein Spiel auf Leben und Tod und Vorbilder?!, wo er jeweils eine der Hauptrollen belegte und damit zum Teil wesentliche Erfolge feierte. So wurde er unter anderem 2009 für sein Engagement in Vorbilder?! für einen MTV Movie Award in der Kategorie „Breakthrough Performance Male“ nominiert, eine besondere Ehre für den jungen Nachwuchsschauspieler. Auch in den fortlaufenden Jahren 2009 und 2010 nahmen seine Filmauftritte nicht ab, wobei er für zahlreiche international ausgestrahlte Filme gebucht wurde. So war der von seinen Schauspielkollegen oftmals gelobte und mit dem jungen Eddie Murphy verglichene Thompson 2009 in den Filmen Die fast vergessene Welt und Zuhause ist der Zauber los sowie in einer Episode der nur sehr kurzlebigen Sitcom In the Motherhood zu sehen und hatte auch noch eine Synchronarbeit im Film Wolkig mit Aussicht auf Fleischbällchen. 2010 folgten auch noch Filmauftritte in K-Run FM, Snowmen, Nic & Tristan Go Mega Dega und im Big-Show-Film Knucklehead – Ein bärenstarker Tollpatsch. Des Weiteren hatte er in einer Folge der Serie The Boondocks ein weiteres Engagement als Synchronsprecher; daneben wurde er in diesem Jahr auch noch in Serien wie True Jackson oder Dude, What Would Happen für jeweils eine Episode eingesetzt. 2011 kam er bisher in einer Episode von Are We There Yet? sowie in einer wiederkehrenden Rolle in vier verschiedenen Folgen von Tyler Perry’s House of Payne zum Einsatz.
Im Laufe der Jahre hatte der junge Schauspieler, der als 13-Jähriger einen Talent Holding Deal bei Reveille Productions unterzeichnete, auch zahlreiche andere Auftritte, unter anderem als er selbst, und war auch Gast zahlreicher Talkshows und anderer Shows. Im Folgenden ist eine kurze Auswahl seiner Einsätze seit 2003 aufgelistet: The Sharon Osbourne Show (2003; 1 Episode), Jimmy Kimmel Live! (2004; 1 Episode), Live with Regis and Kelly (2004; 2 Episoden), America’s Most Talented Kid (2004; 1 Episode), The JammX Kids (2004), The Ellen DeGeneres Show (2004+2007; 2 Episoden), Spike Guys’ Choice Awards (2009), Bobb'e Says (2009; 6 Episoden), Made in Hollywood (2009; 1 Episode), An Evening of Stars: Tribute to Lionel Richie (2010), WWE Raw (2010; 1 Episode), Hall of Game Awards (2011) und An Evening of Stars: Tribute to Chaka Khan (2011).
Bei deutschsprachigen Synchronfassungen der Serien und Filme, an denen Bobb’e J. Thompson im Laufe der Jahre mitgewirkt hat, besitzt er keine Feststimme. So wird seine Stimme in Raven blickt durch von Maximilian Artajo nachgesprochen, in 30 Rock übernahm seine Stimme Lukas Schust. Auch im Animationsfilm Wolkig mit Aussicht auf Fleischbällchen hatte ein anderer deutschsprachiger Synchronsprecher seine Stimme über, in diesem Fall Leo Vornberger, der auch bereits in zahlreichen anderen namhaften Filmen mitgewirkt hat.

## Filmografie
Filmauftritte (auch Kurzauftritte)
- 2004: My Baby’s Daddy – Groove-Alarm am Wickeltisch (My Baby’s Daddy)
- 2004: Final Call – Wenn er auflegt, muss sie sterben (Cellular)
- 2004: Rentier Buddy rettet Weihnachten (Snow)
- 2006: Full Clip – Tödliche Bronx (Full Clip)
- 2006: Idlewild
- 2006: Behind the Camera: The Unauthorized Story of 'Diff’rent Strokes'
- 2007: That’s So Suite Life of Hannah Montana
- 2007: Die Gebrüder Weihnachtsmann (Fred Claus)
- 2008: Of Boys and Men
- 2008: Columbus Day – Ein Spiel auf Leben und Tod (Columbus Day)
- 2008: Vorbilder?! (Role Models)
- 2009: Die fast vergessene Welt (Land of the Lost)
- 2009: Zuhause ist der Zauber los (Imagine That)
- 2010: K-Run FM
- 2010: Snowmen
- 2010: Nic & Tristan Go Mega Dega
- 2010: Knucklehead – Ein bärenstarker Tollpatsch (Knucklehead)

Serienauftritte (auch Gast- und Kurzauftritte)
- 2002: What’s Up, Dad? (My Wife and Kids) (1 Episode)
- 2003: Doggy Fizzle Televizzle (1 Episode)
- 2003–2004: The Tracy Morgan Show (18 Episoden)
- 2004: Whoopi (1 Episode)
- 2004–2006: Raven blickt durch (That's So Raven) (10 Episoden)
- 2005: Joey (1 Episode)
- 2007–2008: Human Giant (5 Episoden)
- 2007: Just Jordan (2 Episoden)
- 2008: Einfach Cory! (Cory in the House) (1 Episode)
- 2008–2009: 30 Rock (3 Episoden)
- 2009: In the Motherhood (1 Episode)
- 2010: True Jackson (True Jackson, VP) (1 Episode)
- 2010: Dude, What Would Happen (1 Episode)
- 2011: Are We There Yet? (1 Episode)
- 2011: Tyler Perry’s House of Payne (4 Episoden)

Synchronarbeiten
- 2004: Große Haie – Kleine Fische (Shark Tale)
- 2009: Wolkig mit Aussicht auf Fleischbällchen (Cloudy with a Chance of Meatballs)
- 2010: The Boondocks (1 Episode)

Sonstige Auftritte (z. B. als er selbst)
- 2003: The Sharon Osbourne Show (1 Episode)
- 2004: Jimmy Kimmel Live! (1 Episode)
- 2004: Live with Regis and Kelly (2 Episoden)
- 2004: America’s Most Talented Kid (1 Episode)
- 2004: The JammX Kids
- 2004+2007: The Ellen DeGeneres Show (2 Episoden)
- 2009: Spike Guys’ Choice Awards
- 2009: Bobb'e Says (6 Episoden)
- 2009: Made in Hollywood (1 Episode)
- 2010: An Evening of Stars: Tribute to Lionel Richie
- 2010: WWE Raw (1 Episode)
- 2011: Hall of Game Awards
- 2011: An Evening of Stars: Tribute to Chaka Khan

## Nominierungen
- 2004: Young Artist Award in der Kategorie „Best Performance in a TV Series (Comedy or Drama) – Young Actor Age Ten or Younger“ für sein Engagement in The Tracy Morgan Show[1]
- 2009: MTV Movie Award in der Kategorie „Breakthrough Performance Male“ für sein Engagement in Vorbilder?![2]